# Ved solnedgang
Ved solnedgang (Nu daler solnen sagte ned) is een compositie van Niels Gade. Het is een seculiere cantate over de zonsondergang naar een tekst van Andreas Munch gepubliceerd in Nye digte in 1850. Gade schreef het werk voor gemengd koor (SATB: sopraan, alt, tenor en bariton), begeleid door orkest of piano. Het werk wilde niet vlotten. Gade begon eraan in augustus 1863 maar deed er vervolgens bijna anderhalf jaar over om het af te ronden.
Waar Gade er een zelfstandig werk van maakte, schreef Edvard Grieg er een drietal liederen omheen in voor zijn Romanser og ballader til digte af Andreas Munch (lied 3).Frederick Delius gebruikte een vertaling naar het Engels in zijn Five songs from the Norwegian (lied 5). Andere werken met deze titel, maar een ander gedicht zijn:
- Solnedgang van Carl Nielsen naar een tekst van Jens Peter Jacobsen
- Solnedgang  van Johan Gottfried Conradi op basis van een tekst van Franz Johannes Hansen.